# Elbha
Elbha ist der Name einer Sagengestalt aus der keltischen Mythologie Irlands.
Sie ist die Tochter des Druiden Cathbad und Nessas, sowie die Mutter von Naoise, Ardán und Ainnle (siehe Longas mac nUislenn, „Das Exil der Söhne Uislius“). Als ihre Schwestern gelten Deichtire (Cú Chulainns Mutter) und Finncháem (die Mutter von Conall Cernach). Auch hat sie noch zwei Brüder und Conchobar mac Nessa wird manchmal als Vater ihres ersten Sohnes genannt, da er nach ihrer Hochzeit mit Uisliu sein Recht als Herrscher auf das Ius primae noctis einfordert.